# Kněžpole (Opolské vojvoství)
Kněžpole (polsky Księże Pole, německy Knispel) je malá vesnice a katastrální území v polské gmině Bavorov.

## Historický přehled
Kněžpole bylo součástí moravské enklávy Ketřské panství. Celé panství získalo po první slezské válce roku 1742 Prusko, které je začlenilo do Pruského Slezska.